# Astrid Suurbeek
Astrid Suurbeek (Amsterdam, 15 februari 1947) is een Nederlands voormalig tennisspeelster.

## Loopbaan
Suurbeek won tweemaal de Nationale Tenniskampioenschappen in het enkel- en dubbelspel en eenmaal in het gemengd dubbelspel. Ze won in 1967 met Ada Bakker een gouden medaille op de Universiade in het dubbelspel. Suurbeek nam in zowel het enkel- als dubbelspel deel aan het Australian Open en Wimbledon. In 1968 speelde ze in het Nederlands Fed Cup-team dat de finale van Australië verloor.
Suurbeek studeerde kinderpsychologie aan de Universiteit van Amsterdam, Liberal Arts aan Mary Mount College en sociale psychologie aan de Florida Atlantic University. Zowel in Florida als in Amsterdam werkte ze tevens als tennisprofessional. 

## Prestatietabel grandslamtoernooien
| Legenda | Legenda                          |
| ------- | -------------------------------- |
| g.t.    | geen toernooi gehouden           |
| l.c.    | lagere categorie                 |
| –       | niet deelgenomen                 |
| G       | uitgeschakeld in de groepsfase   |
| 1R      | uitgeschakeld in de eerste ronde |
| 2R      | uitgeschakeld in de tweede ronde |
| 3R      | uitgeschakeld in de derde ronde  |
| 4R      | uitgeschakeld in de vierde ronde |
| KF      | uitgeschakeld in de kwartfinale  |
| HF      | uitgeschakeld in de halve finale |
| F       | de finale verloren               |
| W       | het toernooi gewonnen            |
| w-v     | winst/verlies-balans             |

### Enkelspel
| Toernooi        | 1966 | 1967 | 1968 | 1969 |
| --------------- | ---- | ---- | ---- | ---- |
| Australian Open | –    | –    | KF   | –    |
| Roland Garros   | –    | –    | –    | –    |
| Wimbledon       | 1R   | 2R   | 2R   | 2R   |
| US Open         | –    | –    | –    | –    |

### Vrouwendubbelspel
| Toernooi        | 1967 | 1968 | 1969 |
| --------------- | ---- | ---- | ---- |
| Australian Open | –    | KF   | –    |
| Roland Garros   | –    | –    | –    |
| Wimbledon       | 1R   | 3R   | 2R   |
| US Open         | –    | –    | –    |

### Gemengd dubbelspel
| Toernooi        | 1968 |
| --------------- | ---- |
| Australian Open | 2R   |
| Roland Garros   | –    |
| Wimbledon       | –    |
| US Open         | –    |